# دویما نورمی
دویما نورمی بنام هنری رافائل دی لورنته (زاده ۹ ژوئن ۱۹۹۶)، یک درگ کوئین اسپانیایی است. او اغلب برای رقابت در فصل اول مسابقه درگ اسپانیا مشهور گردیده شده.

## تصویر عمومی
در سال ۲۰۲۱، پس از بیانیه‌ای از طرف خواننده اسپانیایی لا پلوپونی که در آن گزارش داد که در سال ۲۰۲۱، همجنس‌گرا هراسی دیگر موجود نمی باشد و بعد از آن او جامعه دگرباشان جنسی را «کاتتو» (بی‌جهت) نامید، بعدها نورمی در شبکه‌های اجتماعی با او روبرو می شود و بعد از آن اظهار داشت که اگر این اقدام را انجام داده بود. نامی برای خودش، که دقیقاً به لطف دگرباشان بود که از او پشتیبانی نمودند.